# Deuterosminthurus sulphureus
Deuterosminthurus sulphureus är en urinsektsart som först beskrevs av Koch 1840.  Deuterosminthurus sulphureus ingår i släktet Deuterosminthurus, och familjen Bourletiellidae. Arten är reproducerande i Sverige.